# Червонец блестящий
Червонец блестящий или червонец терзамон (лат. Lycaena thersamon) — дневная бабочка из семейства голубянок.

## Происхождение названия
Терзамон (греческий язык) — мужское имя.

## Описание
Длина переднего крыла 14—16 мм. Размах крыльев составляет 25—30 мм. Передние крылья на верхней стороне красного цвета, у самки — с черными пятнами. Верхняя сторона задних крыльев бурого цвета со слабо выраженными глазчатыми пятнами вдоль внешнего края. Нижняя сторона передних крыльев светлая с попарно расположенными глазками и двойным рядом пятен у края крыла. Нижняя сторона задних крыльев бурого цвета с серым налетом и красно-желтой каймой.

## Ареал и местообитание
Италия, Юго-восточная и частично Центральная Европа, Кавказ, юг европейской части России, Украина, Закавказье, юг Западной Сибири, Турция, Ближний Восток, Ирак, Иран, Афганистан, Средняя Азия, Центральная Азия, Казахстан.
В Восточной Европе обитает в степной и лесостепной зонах от Словакии, Венгрии и Румынии до Южного Урала. На Украине распространен повсеместно, кроме Карпат и большей части лесной зоны; в северной, западной и центральной части страны довольно редок, в степной зоне. В Закарпатье локален по предгорьям, не поднимается выше 300 метров над ур. м. В Крыму обычен. На территории России северная граница ареала проходит по Среднему Поволжью.
Населяет степи самых разных типов, преимущественно сухие злаково-разнотравные или полынно-разнотравные степи, солончаковые степи, остепненные балки, редколесья, сухие лесные поляны, лесополосы железных и шоссейных дорог. Изредка встречается в лесопарках, на пустырях, на сельхозугодьях, в садах, на территории населенных пунктов.
На севере ареала и в Среднем Поволжье обитает по участкам луговой степи, а также в песчаных степях в сосновых борах и смешанных лесах. На Кавказе бабочки населяют равнинные и низкогорные поймы рек и ручьёв, берега оросительных каналов, а также глинистые обрывы. В Западном Казахстане обитает по луговым сообществам в тополевых редколесьях в пойме рек.

## Биология
За год развиваются 2—3 поколения. Время лёта бабочек с середины апреля до конца октября. Бабочки посещают цветущие растения. Самки откладывают яйца поштучно на верхнюю сторону листьев, побеги или цветки кормовых растений. Яйцо бело-серого цвета, по мере своего созревания становится светло-бежевым. Гусеница выходит обычно на 6 день после его откладывания. Вылупившиеся гусеницы питаются листьями и цветками щавеля, горца (Polygonum), курчавки (Atraphaxis), кермека (Limonium), караганы (Caragana). Окраска гусеницы первых возрастов — светло-зелёный. Зимуют обычно гусеницы, реже — куколки. При достижении длины в 17—18 мм гусеницы перестают питаться, окраска приобретает красно-малиновый цвет. Гусеницы прикрепляются нитью к стеблям кормовых растений, на которых спустя два дня окукливаются. Куколка выпуклая, покрыта короткими волосками. Длина куколки 10—11 мм. Первоначально куколка малиновый цвет верхней части и зеленый цвет нижней части. Потом она быстро темнеет, приобретая черную окраску с мелкими, мозаично расположенными светлыми пятнами и белыми точками. Бабочки выходят на 7 день развития куколки.